# Bartholomäus Latomus
Bartholomäus Latomus (Arlon, 1498 — Koblenz, 3 de Janeiro de 1570) foi teólogo, humanista e filólogo belga e professor da Universidade de Paris. 

## Biografia
Matriculou-se em 10 de março de 1516 na Universidade de Freiburg im Breisgau. Em 28 de setembro de 1516 conseguiu o grau acadêmico de Bacharel. Em 31 de outubro de 1517 tirou seu diploma de Magister Artium. Em 1521 acompanhou Erasmo de Rotterdam à Alsácia. Mais tarde, tornou-se professor de dialética e retórica da Universidade de Colônia. Em 31 de julho de 1530 deu aulas no Colégio Trilíngue de Leiden. Em 1531, tornou-se professor de eloquência do Colégio Santa Bárbara, em Paris. Em 24 de junho de 1533 escreveu uma carta amistosa a Philip Melanchthon, mesmo não sendo defensor da reforma. A partir de 1534, assumiu a cadeira de eloquência do Colégio Real fundado por Francisco I. Em 1539, viajou para a Itália, e depois de uma curta estadia em Veneza, foi para Bolonha onde se formou em doutor em direito. Na primavera de 1540 estava em Roma, fazendo seu caminho de volta para Estrasburgo, sendo recebido amavelmente por Martinus Bucerus. No mesmo ano participou do Colóquio de Hagenau.

## Publicações
- Actio memorabilis Francisci ab Sickingen cum Trevirorum obsidione, tum exitus ejusdem“, 1089 Verse, Ejusdem Bombarda ad Joh. Lud. ab Hagen, gedr. Köln aedibus Encharii Cervicornii 1523
- Scripta Duo Adversaria, D. Bartholomaei Latomi LL. doctoris, et Martini Buceri theologi, 1544
- Oratio pro L. Murena, Marcus Tullius Cicero - 1561
- De Re dialectica libellus - 1549
- Pro M. Caelio oration, Marcus Tullius Cicero, Johannes Tislinus - 1544
- Officia, de amicitia ... - 1545
- Responsio ad convicia et calumnias Petri Dathaeni. - Francofordiae 1558
- Epitome Commentariorum Dialecticae Inventionis - 1567
- Pro A. Caecinna Oratio - 1563
- De dispensatione sacramenti eucharistiae, Adversus Martinum Buccerum, de controversijs quibusdam ad religionem pertinentibus, altera plenaque defensio / Bartholomaeus Latomus, 1545
- Epitome Commentariorum Dialecticæ inuentionis, Rodolphi Agricolæ, 1532
- Epistola Austriae ad Carolum Imp. ... - 1521
- De invocatione divorum - 1545